# Cieśnina Koreańska
Cieśnina Koreańska – cieśnina łącząca Morze Wschodniochińskie i Morze Żółte z Morzem Japońskim.
Długość cieśniny wynosi 390 km, szerokość 180-220 km, średnia głębokość 90 m. Główne porty: po stronie koreańskiej Pusan, po stronie japońskiej Fukuoka.